# Wir sind Helden
Wir sind Helden (pronunciato /viːɐ̯ zɪnd̥ ˈhɛldn̩/, Noi siamo eroi in tedesco) è stato un gruppo pop rock tedesco di Berlino e Amburgo.
Il gruppo ha raggiunto un grande successo in Germania e Austria, arrivando a vendere più di un milione di dischi in Germania con i primi due album.
I testi, di cui è autrice principalmente la cantante Judith Holofernes, sono spesso ironici (compresi quelli a tema sentimentale) e critici verso il modello economico consumista (Guten Tag) e l'industria discografica (Zuhälter).

## Storia del gruppo
I Wir sind Helden vengono fondati nel 2001. L'attuale cantante Judith Holofernes, era già da prima cantante solista nei club berlinesi e aveva già pubblicato l'album Kamikazefliege. Cercando una band, incontrò nel 2001 ad Amburgo il batterista Pola Roy e il chitarrista e tastierista Jean-Michel Tourette. Il bassista Mark Tavassol fu proposto da Pola Roy e decise di entrare nella nuova band dopo poche settimane.

### Gli esordi
La prima produzione del gruppo è l'EP Guten Tag, stampato in 3 000 copie che diede una certa fama al gruppo nella zona di Berlino. Nel 2002 i Wir sind Helden irrompono sulla scena pop nazionale con il pezzo che dà il titolo all'album, che raggiunge la posizione 53 nella classifica tedesca dei singoli e il cui video viene trasmesso da MTV, anche se la band ancora non ha ancora un contratto discografico.
La loro popolarità cresce improvvisamente quando la cantante Judith Holofernes appare nel programma televisivo Harald Schmidt Show, che fa sì che il loro tour in piccoli club raggiunga il tutto esaurito.

### I successi
L'album di esordio della band, Die Reklamation (2003), entra nella classifica tedesca al numero 6 e successivamente raggiunge la posizione 2. Diventa uno degli album più venduti del 2003 e del 2004.
Il loro secondo album Von Hier an Blind (2005) entra nelle classifiche tedesche e austriache e rimane nella top ten per 20 settimane.
Nel 2005 i Wir sind Helden hanno partecipato al concerto di beneficenza Live 8 a Berlino.
Il gruppo ha creato anche versioni in lingua straniera delle loro canzoni: ad esempio sā itte miyō (さあ行ってみよう) e Le vide versioni rispettivamente giapponese e francese di Von Hier an Blind.
Il terzo album dei Wir Sind Helden, Soundso, è uscito il 25 maggio 2007, anticipato dal singolo Endlich ein Grund zur Panik, uscito il 27 aprile 2007. L'album ha raggiunto in una settimana il secondo posto nella classifica degli album più venduti. Il 6 luglio 2007 è uscito il secondo singolo Soundso, contenente altre quattro canzoni, di cui tre sono versioni acustiche di pezzi tratti dai concerti organizzati dall'emittente radiofonica austriaca FM4.
Il quarto album intitolato Bring mich nach Hause è uscito nell'agosto del 2010 e ha raggiunto subito la prima posizione della classifica degli album più venduti in Germania.
Il gruppo non è più attivo da aprile 2012.

## Formazione
La formazione dei Wir sind Helden non ha mai conosciuto variazioni:
- Judith Holofernes - voce, chitarra
- Pola Roy - batteria
- Jean-Michel Tourette - chitarra, tastiera
- Mark Tavassol - basso

## Discografia

### Album in studio
- 2003 - Die Reklamation
- 2005 - Von hier an blind
- 2007 - Soundso
- 2010 - Bring mich nach Hause

### Singoli
- 2003 - Guten Tag
- 2003 - Müssen nur wollen
- 2003 - Aurélie
- 2004 - Denkmal
- 2005 - Gekommen um zu bleiben
- 2005 - Nur ein Wort
- 2005 - Von hier an blind
- 2006 - Wenn es passiert
- 2007 - Endlich ein Grund zur Panik
- 2007 - Soundso
- 2008 - Kaputt
- 2008 - Die Konkurrenz
- 2008 - Sa Itte Miyo
- 2010 - Alles
- 2010 - Bring mich nach Hause
- 2011 - Alles auf Anfang
- 2011 - Die Ballade von Wolfgang und Brigitte

### Altri dischi
- 2002 - Guten Tag (EP, 5 tracce, autoprodotto)
- 2004 - Die rote Reklamation (Ristampa di Die Reklamation con Bonus DVD)

Nell'album Familienalbum - Eine Hommage di Rio Reiser (2003) i Wir sind Helden suonano la canzone Halt dich an deiner Liebe fest.

## Riconoscimenti
- 2003 - Eins Live Krone nella categoria Beste Newcomer[3]
- 2004 - ECHO nelle categorie Bester nationaler Radio-Nachwuchs, Bester Newcomer National, Bestes deutsches Newcomer-Video, Marketing (per l'etichetta EMI)[4]
- 2004 - Eins Live Krone nella categoria Bester Live-Act[3]
- 2005 - Eins Live Krone nella categoria Bestes Album (Von hier an blind)[5]
- 2005 - European Border Breakers Award[6]
- 2006 - ECHO nella categoria Beste nationale Rock/Pop-Gruppe[7]
- 2009 - Deutscher Musikautorenpreis, categoria Text Rock/Pop (Judith Holofernes)[8]